# Mieczysław Basaj
Mieczysław Basaj (ur. 6 lutego 1932, zm. 22 grudnia 2008) – polski językoznawca, slawista (prof. dr hab.). W latach 1957–1993 pracował w Instytucie Slawistyki PAN (wcześniej funkcjonującym jako Instytut Słowianoznawstwa), gdzie był kierownikiem Pracowni Języka Czeskiego i Słowackiego (1977–1986), zastępcą dyrektora (1974–1982) i dyrektorem (1982–1991). Pracował także na Uniwersytecie Śląskim, gdzie był kierownikiem Zakładu Filologii Słowiańskiej Instytutu Filologii Obcych (1974–1975) i po reorganizacji kierownikiem Zakładu Historii Języków Słowiańskich IFS (od 1993). Interesował się kwestiami najdawniejszych językowych związków polsko-czeskich, formowania się słowiańskich języków literackich, dziejów badań nad językami słowiańskimi, związków frazeologicznych, jak również zagadnieniami zapożyczeń czeskich w języku polskim (bohemizmów leksykalnych) i liczebnikami w językach słowiańskich. Był redaktorem naukowym czasopisma Biuletyn Slawistyczny i rocznika Studia z Filologii Polskiej i Słowiańskiej. Wydał między innymi Skrypt do nauki języka czeskiego (1965), monografię Bohemizmy w języku pism Marcina Krowickiego (1966) i książkę Morfologia i składnia liczebnika w języku czeskim do końca XVI wieku (1974). Był też aktywny jako leksykograf. Wspólnie z Danutą Rytel wydał Słownik frazeologiczny czesko-polski (1981). Z Januszem Siatkowskim opracował Bohemizmy w języku polskim: słownik (2006) i Słownik czesko-polski (1991, 2002, 2007, 2010).